# Славата, Франтишек Леопольд Вилем
Франтишек Леопольд Вилем Славата из Хлума и Кошумберка (чеш. František Leopold Vilém Slavata z Chlumu a Košumberka; 1639 — 26 января 1691, Йиндржихув-Градец, Чешское королевство) — чешский аристократ и крупный землевладелец, 5-й владарж из рода Слават.
Франтишек Леопольд Вилем Славата родился в 1639 году и стал третьим из четырёх сыновей Яхима Ольдржиха Славаты из Хлума и Кошумберка и его жены Марии Франциски фон Меггау. Не рассчитывая на наследство, он начал церковную карьеру и стал каноником в баварском Пассау. Однако его старшие братья умерли один за другим, не оставив сыновей, и в 1689 году Франтишек Леопольд Вилем унаследовал обширные семейные владения, сделавшие его одним из богатейших магнатов Чехии. Папа римский разрешил ему сложить с себя сан для продления рода. Славата женился на Марии Кларе Аполене фон Штаремберг, вдове Марка Жозефа Ланнуа, но вскоре после этого, в январе 1691 года, умер.
Вдова Славаты позже вышла замуж в третий раз — за графа Ферранте дельи Обицци. Наследником Франтишека Леопольда Вилема стал последний из его братьев Ян Карел Яхим.